# Giuseppe Alberganti
Giuseppe Giovanni Pietro Alberganti (Stradella, 24 luglio 1898 – Milano, 3 novembre 1980) è stato un operaio, sindacalista, antifascista, partigiano e politico italiano.

## Biografia
Fu deputato, senatore della Repubblica e dirigente della federazione milanese del PCI.
Nipote di Giovanni Ravazzoli, che era militante socialista, Alberganti era figlio di un operaio e bracciante; cresciuto a Stradella, un centro che subiva in quegli anni l'ìnfluenza del socialismo di Filippo Turati e Claudio Treves nonché quello ideologico estremo di Costantino Lazzari e Paolo Ravazzoli, che era un suo concittadino.
All'età di 10 anni si trasferisce a Milano con la sua famiglia e inizia a lavorare come garzone e attrezzista in una fabbrica, contemporaneamente al suo corso di studi. Nel 1914 lavora come aggiustatore e viene schedato per la prima volta in quanto antimilitarista. Nel 1916 entra nelle ferrovie come allievo fuochista e nel 1918 viene mandato in Libia.
Assume la direzione degli Arditi del Popolo, un movimento antifascista popolare tra le masse proletarie. A causa dei conflitti con le milizie fasciste emigra in Francia e nel 1923 si reca in URSS dove frequenta una scuola militare. Appoggia la linea comunista gramsciana e nel 1937 si ritrova in Spagna a combattere la guerra al fianco dei repubblicani .
Nel 1939 viene arrestato e trasferito nel Campo d'internamento di Le Vernet. Nel 1943 viene liberato e partecipa alla resistenza italiana. Dal 1945 al 1947 è Segretario generale della Camera del Lavoro di Milano. Dal 1948 al 1958 è senatore per il PCI, mentre dal 1958 al 1963 è deputato .
Ha appoggiato le lotte studentesche e operaie della fine degli anni sessanta e dei primi anni settanta. Nel 1976 diventerà presidente del Movimento Lavoratori per il socialismo (MLS).
Riposa in un colombaro nel Cimitero Monumentale di Milano.

## La Memoria

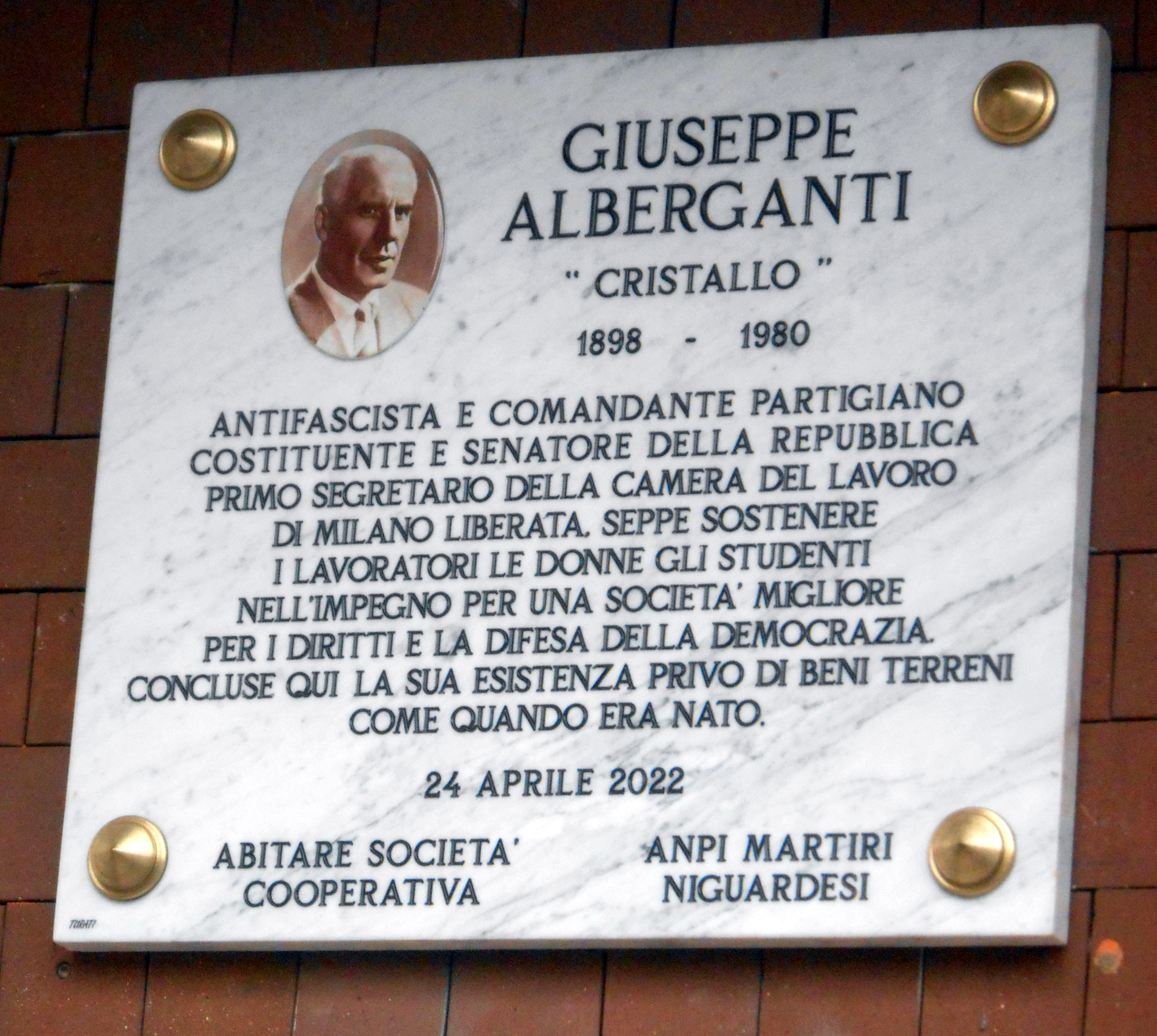
Targa di Giuseppe Alberganti in via Val di Ledro,23 a Milano rione Niguarda

Dinnanzi a un folto pubblico e a diversi partigiani dell'ANPI il 23 aprile 2022 è stata inaugurata una targa dedicata a Giuseppe Alberganti, nome di battaglia "Cristallo". La targa è posta su un muro di via Val di Ledro 23 del rione storico Niguarda di Milano, luogo in cui Alberganti visse fino alla sua morte. Il rione Niguarda è stato un rione che ha dato in numero di azioni di partigiani un notevole contributo alla Resistenza Italiana lottando contro i fascisti e i nazisti.

La targa titolata: "Giuseppe Alberganti - 'Cristallo' - 1898 - 1980, recita: